# Nasir Jang
Nasir Jang Mir Ahmed Ali Khan Siddiqi (26 februari 1726 - Sarasangupettai, 16 december 1750) was heerser over Haiderabad tussen 1748 en 1750. Na de dood van zijn vader Chin Qilich Khan, Asaf Jah I werd hij in Haiderabad als opvolger aangewezen, maar zijn aanspraak op de troon werd betwist door zijn neef en latere opvolger Muzaffar Jang. De Britten en Fransen mengden zich in de successiestrijd, die bekendstaat als de Tweede Oorlog om de Carnatic.
Nasir Jang was de tweede zoon van de nizam ul-mulk; zijn moeder was diens vrouw Said-un-Nissa. Nasir Jang deed ervaring in het bestuur op onder zijn vader. Hij fungeerde als regent in Haiderabad toen zijn vader tussen 1737 en 1741 in Delhi was. Hij kwam daarna in opstand maar zijn vader wist dit neer te slaan. Na de dood van zijn vader riep hij zichzelf op 2 juni 1748 in Burhanpur uit tot nieuwe nizam.
Muzaffar Jang, een kleinzoon van Asaf Jah I en de gouverneur van Adoni, maakte ook aanspraak op de troon. Hij werd gesteund door de Fransen en Chanda Sahib, een pretendent die nawab van de Carnatic wilde worden. De bondgenoten versloegen de nawab van Arcot en zijn Britse bondgenoten, waardoor ze een bedreiging voor zowel de Britten als Nasir Jang werden. Nasir Jang viel daarom in 1750 de Carnatic binnen, waar hij Muzaffar Jang en zijn bondgenoten met behulp van de Britten versloeg. Muzaffar Jang werd gevangengenomen, maar op 16 december 1750 werd Nasir Jang vermoord door een hoveling. Mogelijk zat de Franse gouverneur Joseph François Dupleix achter de moordaanslag. Na de dood van Nasir Jang werd Muzaffar Jang bevrijd en uitgeroepen tot nieuwe heerser over Haiderabad.